# بسيوني عثمان
بسيوني عثمان (27 أكتوبر 1941 - 25 سبتمبر 2008)، كاتب سيناريو ومؤلف مصري.

## عن حياته
كتب العديد من المسرحيات الناجحة مع المخرج جلال الشرقاوي والمخرج عاطف الطيب والمخرج صلاح أبو سيف والمخرج سعيد مرزوق وسمير العصفوري وغيرهم من كبار المخرجين، كما كتب العديد من الأفلام والمسرحيات الناجحة منها: كراكون في الشارع ورسالة إلى الوالي وحنفي الأبهة بطولة عادل إمام.

## أعماله

### الأفلام
- 1987: كراكون في الشارع
- 1987: ثمن الغربة
- 1987: المخطوفة
- 1989: ولاد الإيه
- 1989: الفتى الشرير
- 1990: حنفي الأبهة
- 1990: جنان في جنان
- 1990: انتبهوا أيها الأزواج
- 1990: الخادم
- 1991: قبضة الهلالي
- 1992: لعبة الانتقام
- 1992: آي آي
- 1993: خادمة ولكن
- 1993: تحقيق مع مواطنة
- 1993: أقوى الرجال
- 1996: علاقات مشبوهة
- 1996: الغاضبون
- 1996: اغتيال
- 1997: عفريت النهار
- 1998: رسالة إلى الوالي
- 1998: بيتزا بيتزا
- 1998: 48 ساعة في إسرائيل
- 1999: كلام الليل
- 2002: العشق والدم
- 2002: اختفاء جعفر المصري

### المسلسلات
- 1988: حكاية ماما زوزو
- 1996: ترويض الشرسة
- 2000: سوق الرجالة
- 2000: دنيا عجب
- 2000: أمشير
- 2002: نور القمر
- 2003: بياع المواويل
- 2004: أشرار وطيبين
- 2006: حياتي أنت
- 2008: كلمة حق
- 2008: أسمهان

### المسرحيات
- 1989: روحية اتخطفت
- 1992: لعبة الحب والجنان
- 1995: باللو
- 1997: قشطة وعسل
- 1999: أزعرينا